# Шереметева, Марина Дмитриевна
Графиня Марина Дмитриевна Шереме́тева (в девичестве Лёвшина; 11 декабря 1908, Санкт-Петербург, Российская империя — 17 ноября 2001, Рабат, Марокко) — общественный деятель, активный представитель русской диаспоры, многолетний секретарь общества «Русская Православная Церковь в Марокко» при Воскресенском храме в Рабате.

## Биография
Родилась 12 декабря 1908 года в семье генерал-майора Дмитрия Фёдоровича Лёвшина и Натальи Александровны (в девичестве Голенищевой-Кутузовой). Россию покинула в 1920 году, семья бежала через Кавказ (Кисловодск, Пятигорск, Новороссийск), на английском корабле, в эвакуации на острове Лемнос, где провели два года, затем жили во Франции.
Получила специальность сестры милосердия, вышла замуж за графа Петра Петровича Шереметева. После 1929 года семья переехала в Кенитру (Пор-Лиоте) Французское Марокко, где проживала сестра Марины — Надежда Дмитриевна с мужем штабс-капитаном лейб-гвардии конной артиллерии Сергеем Николаевичем Шидловским.
С 1938 года Шереметевы проживали в Рабате. Марина становится активным членом местного православного прихода, поёт в церковном хоре. В течение десятилетий была секретарём приходского совета Воскресенского храма.
После смерти супруга некоторое время жила во Франции и США, затем вернулась в Марокко.
Посещала СССР в составе паломнической группы, по приглашению патриарха Пимена.
В мае 1998 года получила российское гражданство.
Из уважения к заслугам и, принимая во внимание девяностолетний юбилей, в декабре 1998 года патриарх Алексий II наградил М.Д. Шереметеву своей благословенной грамотой.
Скончалась в Рабате и похоронена на христианском кладбище города рядом с могилой мужа. Распоряжением Правительства РФ от 11 ноября 2010 года за могилами закреплён статус «имеющих для Российской Федерации историко-мемориальное значение».

## Дети
Пётр Петрович Шереметев, род. в 1931 году, ректор Парижской русской консерватории имени С. Рахманинова, председатель президиума и член правления Международного совета российских соотечественников, проживающих за рубежом.
Дмитрий Петрович Шереметев, близнец Петра Петровича, умер в Кенитре и похоронен на христианском кладбище города рядом со своим дядей Илиодором Николаевичем Шидловским.
Прасковья Петровна Шереметева-Де Мазьер (фр. Pauline Cheremeteff-de Mazières, род. в 1933 году, проживает в Рабате, автор публикаций по истории русской общины в Марокко, кавалер ордена Алауитского трона за вклад в развитие современного искусства в Марокко (2014).
Наталья Петровна Шереметева скончалась в 1,5-годовалом возрасте в 1939 году и похоронена на христианском кладбище Сале.